# Kazimierz Kowalski (powstaniec śląski)

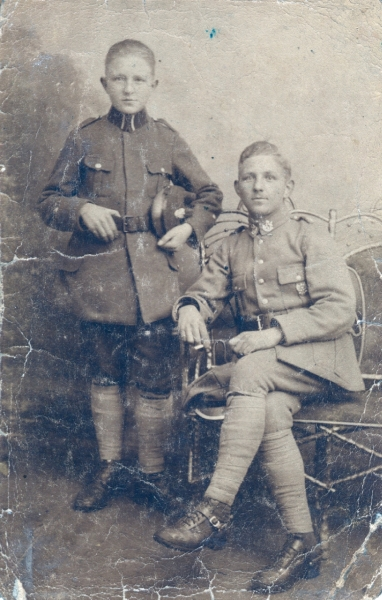
Kazimierz Kowalski z bratem

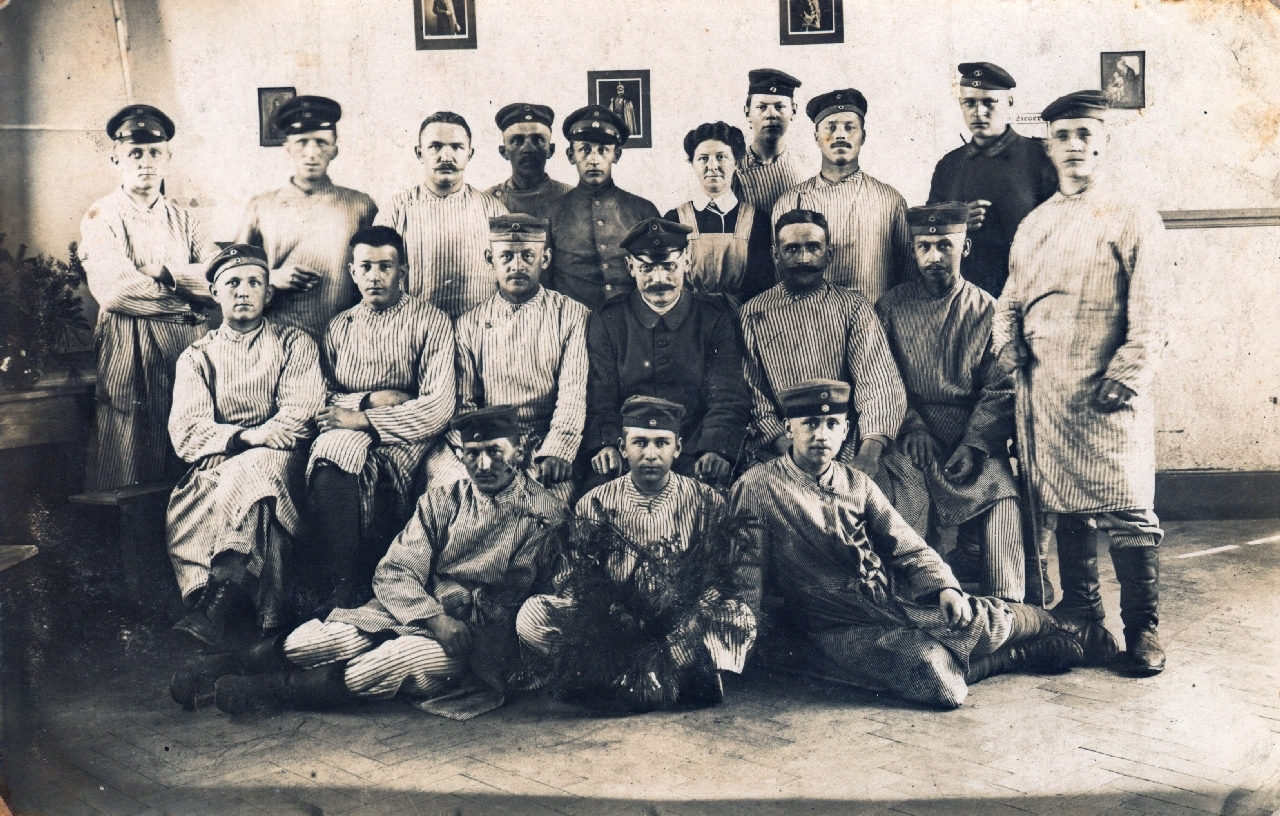
Pamiątka z frontu we Francji 23 kwietnia 1918 (Kazimierz Kowalski drugi rząd pierwszy z lewej)

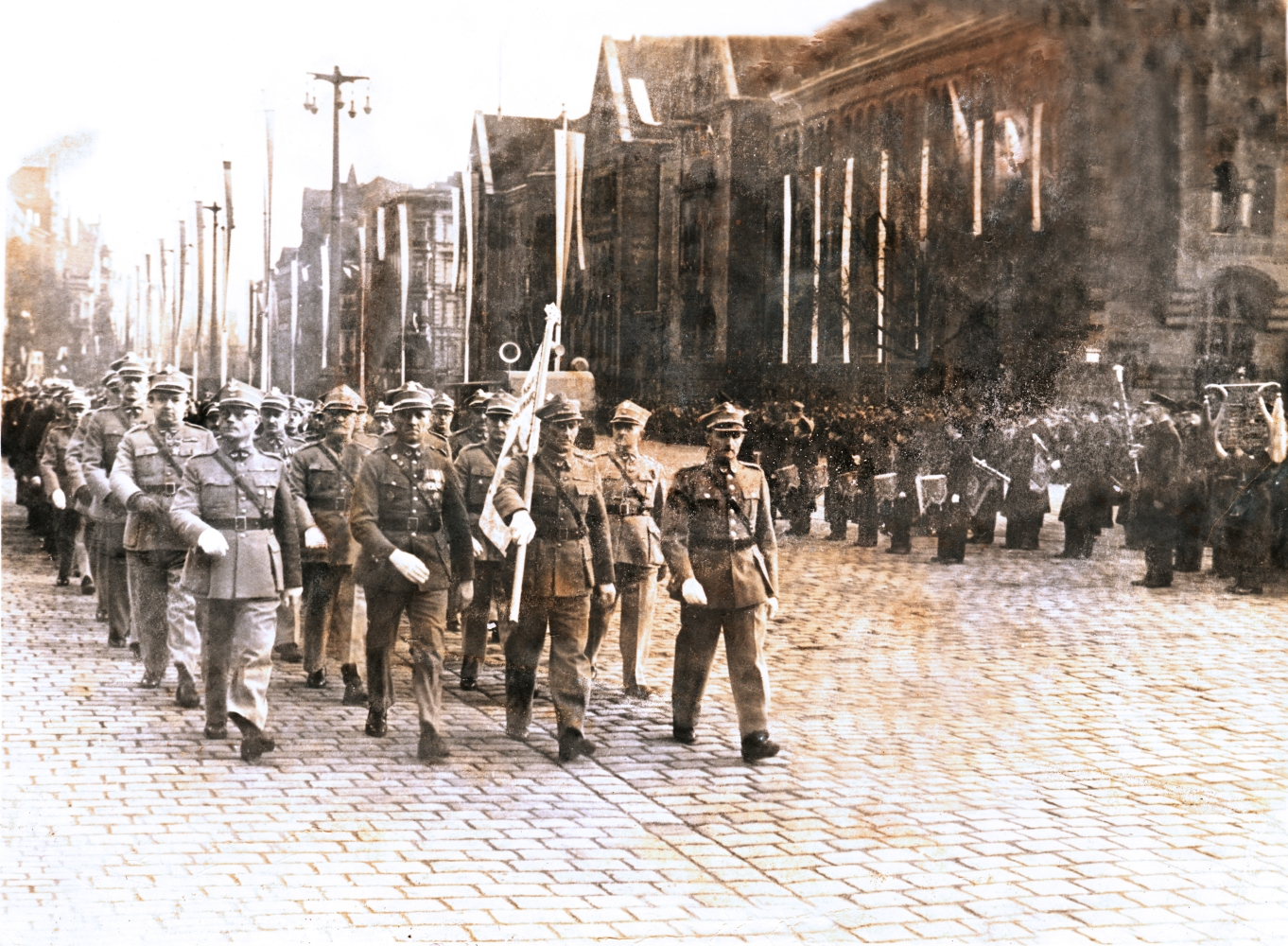
Święto Odzyskania Niepodległości 11 listopada 1938 – na pierwszym planie poczet Związku Hallerczyków w Poznaniu (Kazimierz Kowalski w pierwszym rzędzie drugi od lewej)

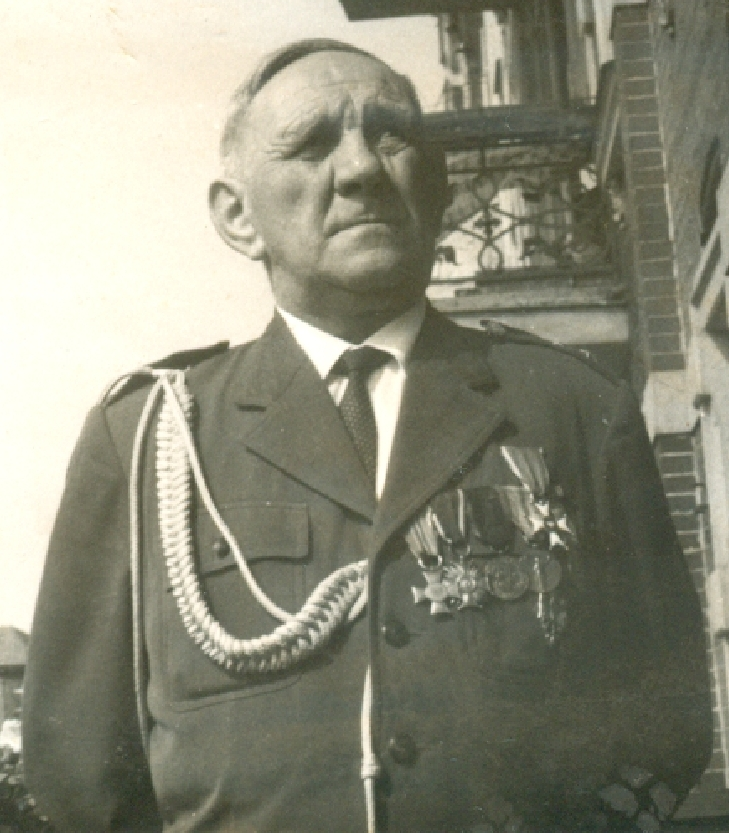
Kazimierz Kowalski pod koniec lat 60.

Kazimierz Kowalski (ur. 1 marca 1899 w Gnieźnie, zm. 10 października 1973 w Poznaniu) – żołnierz gen. Hallera, powstaniec śląski i społecznik.

## Życiorys
Urodził się 1 marca 1899 w Gnieźnie, w rodzinie Stanisława i Eleonory z Miłowskich, był wnukiem Wawrzyna Kowalskiego i Rozalii z domu Kępińskiej. Miał troje rodzeństwa Pelagię, Władysława i Stefana.
Ukończył 7 klas szkoły powszechnej. Po ukończeniu szkoły powszechnej kształci się jako praktykant ślusarski.
W 1917 roku został powołany do armii niemieckiej, po krótkim czasie został wysłany na front francuski, gdzie odniósł rany i trafił do lazaretu. 19 września 1917 roku trafił do niewoli francuskiej w której przebywał do 21 lutego 1918 roku.
Po krótkim pobycie w niewoli 22 lutego 1918 roku wstąpił jako ochotnik do Armii Polskiej we Francji. Początkowo służył w 3 pułku a potem w 12 pułku 6 Dywizji Strzelców Polskich. Pułk został przemianowany na 54 pułk piechoty Strzelców Kresowych.
15 maja 1919 w Girancourt oddział załadowany został na transport kolejowy i skierowany do Polski. Po czterech dniach pułk przybył do Różana, a następnie przemaszerował do Aleksandrowa Łódzkiego. W nocy z 23 na 24 czerwca 1919 jednostka skierowana została transportem kolejowym ze Zgierza, przez Lwów do Zadwórzy, by wziąć udział w wojnie polsko-ukraińskiej.
Po powrocie do kraju 26 czerwca 1920 roku został zdemobilizowany. Mimo demobilizacji wziął czynny udział w powstaniu śląskim.
Po powrocie z powstania rozpoczął pracę w Firmie H. Cegielski w Poznaniu a później w firmie W.C.Z. (Wielkopolska Centrala Żelaza Estereich i Kaczmarek).
W 1939 został powołany do Wojska Polskiego, wziął czynny udział w obronie Warszawy, Lublina i Chełma, gdzie dostał się do sowieckiej niewoli. Po wymianie jeńców trafił do niewoli niemieckiej. Z powodu choroby w 1940 roku został z niewoli zwolniony.
W 1940 roku założył wraz z Anną Piątkowiak rodzinę. W związku tym przyszła na świat Aleksandra (7 lipca 1941) ukochana córka Kazimierza. W czasie okupacji pracował w firmie O.D.E.H. w Poznaniu. W latach 1945 – 1947 pracował w W.P.C.Z. w Poznaniu, a od 1947 roku w P.z.P.o. w Poznaniu.

## Ordery i odznaczenia
- Order Odrodzenia Polski V klasy
- Medal Niepodległości – 17 września 1932 „za pracę w dziele odzyskania niepodległości”[2][1]
- Brązowy Krzyż Zasługi
- Krzyż na Śląskiej Wstędze Waleczności i Zasługi
- Medal Pamiątkowy za Wojnę 1918–1921
- Śląski Krzyż Powstańczy
- Odznaka Honorowa „Orlęta”
- Miecze Hallerowskie
- Odznaka pamiątkowa Związku Hallerczyków
- Krzyż Kombatanta-Ochotnika
- Medal Międzysojuszniczy „Médaille Interalliée” (Francja)
- Medal Pamiątkowy Wielkiej Wojny (Francja)